# Liste der Monuments historiques in Chaumont-devant-Damvillers
Die Liste der Monuments historiques in Chaumont-devant-Damvillers führt die Monuments historiques in der französischen Gemeinde Chaumont-devant-Damvillers auf.

## Liste der Immobilien
| Bezeichnung      | Beschreibung                                                             | Standort          | Kennzeichnung | Schutzstatus | Datum | Bild           |
| ---------------- | ------------------------------------------------------------------------ | ----------------- | ------------- | ------------ | ----- | -------------- |
| Kirche St-Martin | Chorraum bezeichnet 1531, gleichzeitiger Kirchturm; Schiff 1871 erneuert | Grande Rue (Lage) | PA00106698    | Inscrit      | 1991  | weitere Bilder |

## Liste der Objekte
| Bezeichnung                                             | Beschreibung                                  | Standort                       | Kennzeichnung | Schutzstatus | Datum | Bild |
| ------------------------------------------------------- | --------------------------------------------- | ------------------------------ | ------------- | ------------ | ----- | ---- |
| Zwei Skulpturen: Heiliger Fiacrius und heiliger Bischof | Holz, übertüncht, Anfang des 18. Jahrhunderts | in der Kirche St-Martin (Lage) | PM55001701    | Inscrit      | 1995  |      |